# Fachhochschule Dieburg

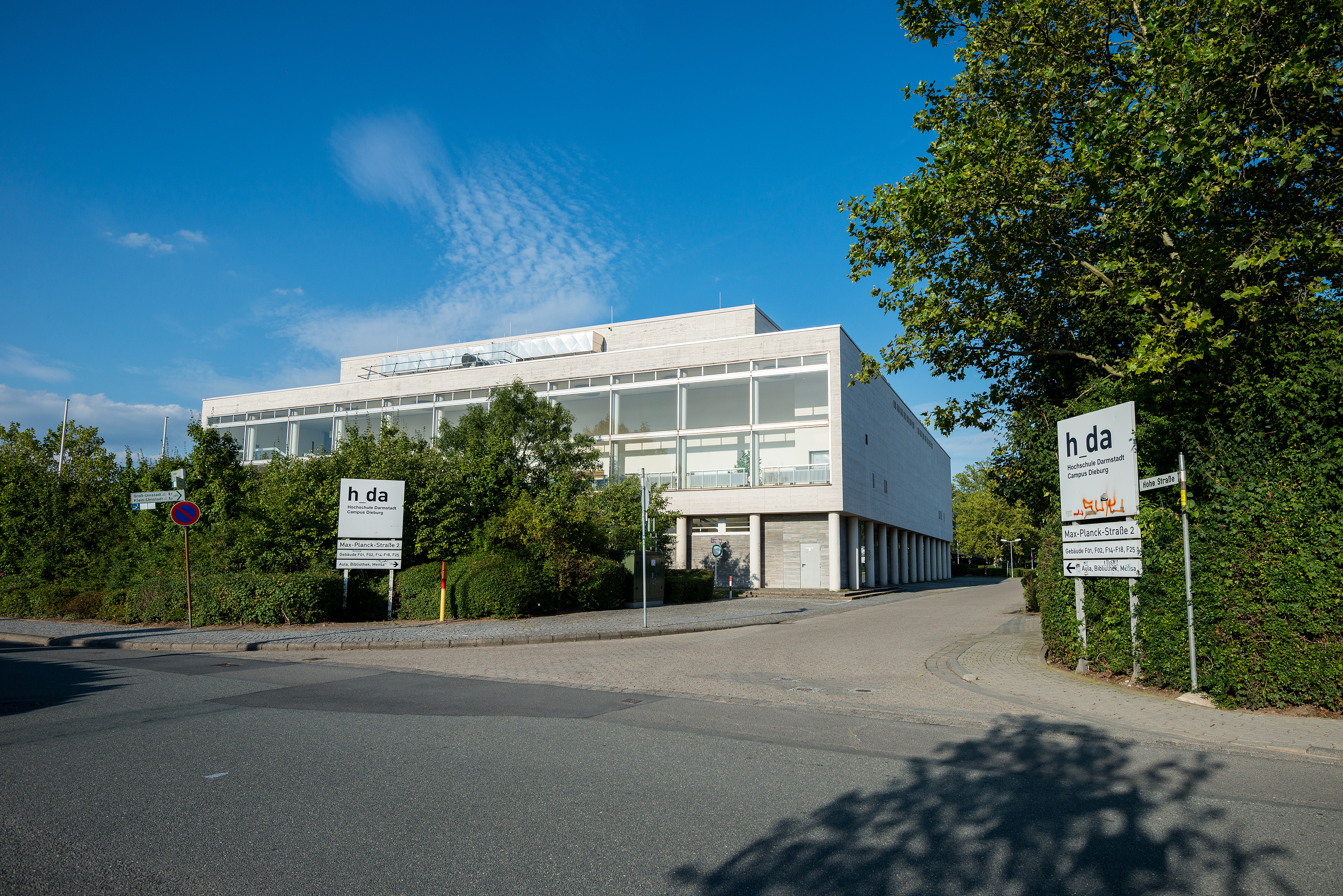
Einfahrt zum Campus Dieburg

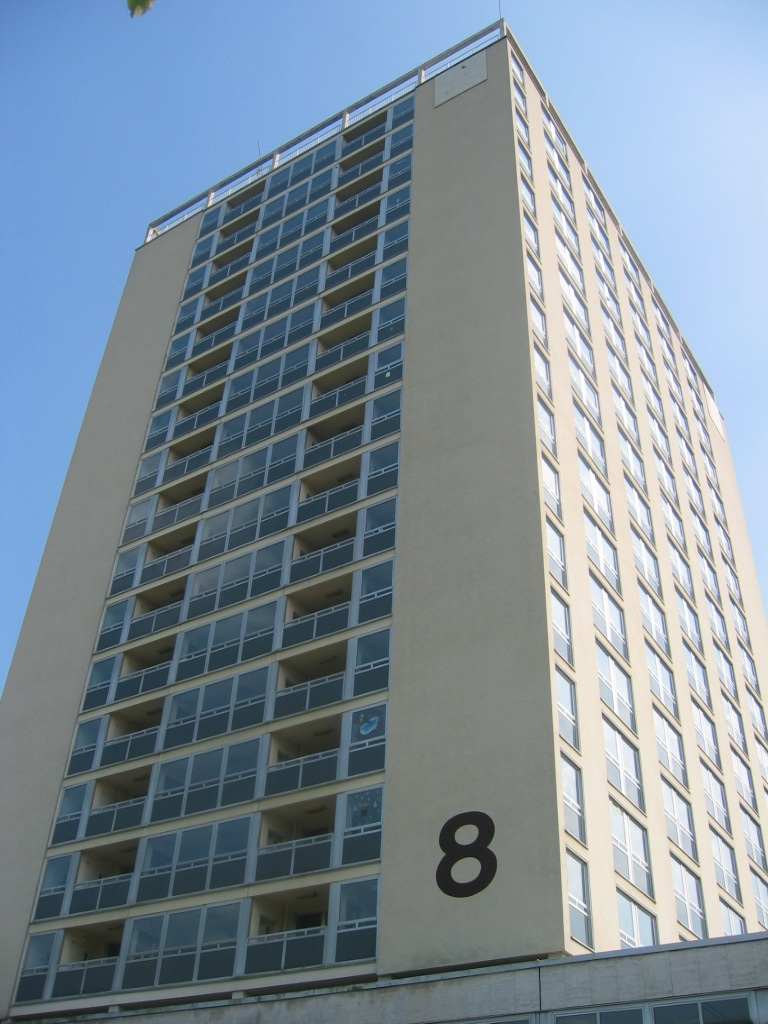
Ehemaliger Wohnturm (errichtet 1968, abgerissen 2012)

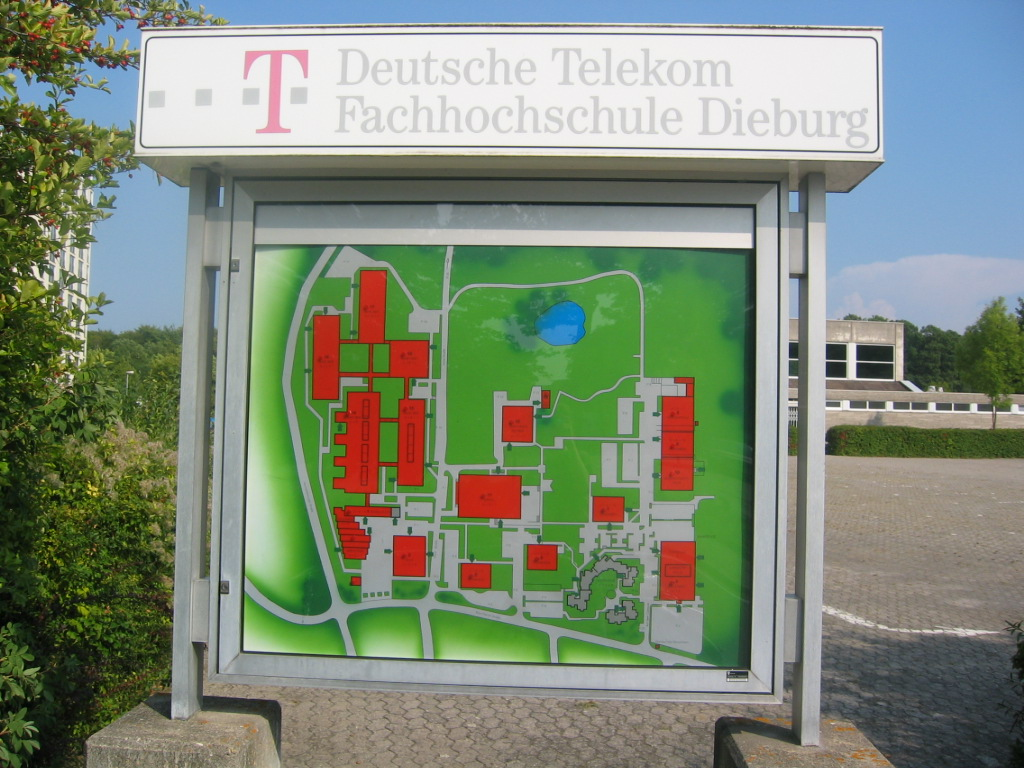
Übersichtsplan der Telekom Fachhochschule Dieburg, 2005

Die Fachhochschule Dieburg war eine Fachhochschule in Hessen, die nach mehreren Umwandlungen seit dem Jahr 2000 Teil der Hochschule Darmstadt ist. Der heutige Campus Dieburg, gelegentlich auch als „Mediencampus Dieburg“ bezeichnet, ist der zweitgrößte der Hochschule und beherbergt aktuell die medialen sowie die wirtschafts- und informationswissenschaftlichen Studienangebote.
Auf dem Campus in Dieburg öffnete zunächst zum Wintersemester 1968/69 die Ingenieurakademie der Bundespost mit 140 Studierenden. Die öffentlichen Hochschulen hatten damals nicht genug Nachrichtentechniker für den Ausbau des Fernmeldenetzes ausbilden können. Die Ingenieurakademie wurde 1971 zu einer staatlich anerkannten Fachhochschule. Ab 1972 wurden Frauen zum Studium zugelassen.
Bis zur Privatisierung der Deutschen Bundespost konnten Studenten neben Leistungen nach dem BAföG eine finanzielle Studienförderung der Bundespost erhalten. Die Studenten mussten sich dafür vertraglich an die Bundespost  binden. Diese vertragliche Bindung ist bis heute nicht aufgehoben. Ein Wechsel zu einem anderen Arbeitgeber bzw. anderen Dienstherren (bei Beamten) ist somit verwehrt. Ziel des Betriebes der Fachhochschule und der Studienförderung war es, den enormen Bedarf der Bundespost an Ingenieuren zu decken. Zeitweise gab es etwa 2.000 Studierende bei ca. 90 Professoren und Lehrbeauftragten.
Zusätzlich entstand auf dem Gelände der Fachbereich Post- und Fernmeldewesen der Fachhochschule des Bundes für öffentliche Verwaltung. An dieser Fachhochschule wurde der Nachwuchs für den gehobenen nichttechnischen Dienst der Bundespost ausgebildet.
Nach der Privatisierung der Bundespost durch die Postreform II wurden die Kapazitäten reduziert, das Fächerangebot jedoch ausgeweitet (Betriebswirtschaftslehre, Immobilienwirtschaft). Insgesamt wurden an Ingenieurakademie und Fachhochschule etwa 6.000 Studierende der Nachrichtentechnik ausgebildet. Über 1.500 Mitarbeiter von Post und Telekom erhielten Schulungen.
Im Jahr 2000 gab die Deutsche Telekom die Fachhochschule ab. Das Land Hessen verschmolz die Fachhochschule mit der Hochschule Darmstadt. Anfänglich brauchte Hessen für die Nutzung von Immobilie und Einrichtung nichts zu zahlen; später wurde ein symbolischer Preis von einem Euro für die Übernahme des Eigentums gezahlt.
Mit finanzieller Unterstützung des Landes modernisierte die Hochschule Darmstadt den Standort. Der Gebäudebestand in Dieburg zeichnete sich durch 60 Meter hohe Wohnheimtürme aus, die zum Teil bereits 1968 fertiggestellt waren. Sie wurden 2012 abgerissen.

## Quelle
- Janek Rauhe (2012): Fachhochschule Dieburg – Abriss mit Wehmut. In: Frankfurter Allgemeine Zeitung 25. Mai 2012. online verfügbar; abgerufen am 30. August 2015.